# جايسون لو (لاعب كرة قدم)
جايسون لو (بالإنجليزية: Jason Law) هو لاعب كرة قدم بريطاني في مركز الهجوم، ولد في 26 أبريل 1999 في نوتنغهام في المملكة المتحدة. لعب مع Gresley Rovers F.C. ‏.